# David Cameron (juge)
Pour les articles homonymes, voir Cameron et David Cameron (homonymie).
David Cameron (né en 1804 dans le Perthshire, en Écosse, et décédé le 14 mai 1872 près de Victoria, en Colombie-Britannique) était un juge canadien. Il fut le premier juge en chef à la Cour suprême de la colonie de l'Île de Vancouver.